# Marcus Brandis
Marcus Brandis (* um 1455 in Delitzsch; † nach 1500 in Magdeburg, auch Markus Brandis geschrieben) war ein deutscher Buchdrucker, der in Merseburg und Leipzig wirkte und in letzterer Stadt das erste nachweislich gedruckte Buch herstellte.

## Leben und Werk
Die Familie Brandis, aus der neben Marcus auch seine Brüder Lucas, Matthäus und Moritz als Buchdrucker hervorgingen, stammte aus der Kleinstadt Delitzsch. Von 1474 bis 1476 studierte Marcus Brandis an der Universität Leipzig, danach erlernte er bei seinem Bruder Lucas in Lübeck das Buchdruckerhandwerk.
Zunächst ließ er sich als Buchdrucker 1479 für etwa ein Jahr in Merseburg nieder (aus dieser Zeit sind die ersten drei Drucke von Marcus Brandis bekannt), bevor er nach Leipzig umzog. Dort druckte er am 28. September 1481 das erste in Leipzig nachweisbare Buch (Giovanni Nannis Glosa Apocalipsim), vermutlich im Auftrag der Dominikaner. Zwar sind im Druckervermerk nur Ort und Datum vermerkt, aufgrund der verwendeten Lettern kann das Buch aber eindeutig Marcus Brandis zugeordnet werden. Bis zum Jahr 1487 zeichnete er sich für die Herausgabe von mehr als 60 weiteren Titeln aus, davon stellten ein Drittel Arbeiten im Auftrag von Kirche und Universität dar. Als Brandis’ bedeutendste Arbeit gilt ein Missale für das Bistum Havelberg (um 1489). Während seiner Leipziger Zeit war Brandis 1483 auch in Meißen tätig, in diesem Jahr bildete er auch seinen Bruder Matthäus als Buchdrucker aus.
Obwohl er ab 1487 nicht mehr in seinen Werken als Drucker genannt ist, gibt es Hinweise darauf, dass er mit seinem Bruder Moritz Brandis, mit dem er seit etwa 1485 zusammenarbeitete, für drei weitere Jahre in Leipzig eine Druckerwerkstatt unterhielt.
Über das weitere Leben Marcus Brandis’ gibt es keine gesicherten Informationen. Anzunehmen ist, dass er seinem Bruder Moritz im Rahmen dessen Ruins nach einem gescheiterten Druck des Sachsenspiegels um 1490 nach Magdeburg folgte, wo Moritz Brandis bis zum Jahr 1504 eine bedeutende Buchdruckerei führte.
Insgesamt sind etwa 80 Drucke Marcus Brandis zuzuordnen, wobei einige vermutlich mit seinem Bruder Moritz gemeinsam entstanden sind.

## Ehrungen
- Marcus Brandis zu Ehren erhielt 2001 eine kurze Anliegerstraße im Leipziger Ortsteil Neustadt-Neuschönefeld den Namen Marcusgasse.[4]
- Gedenkmedaille (Meissener Porzellan, 1981) 500 Jahre Buchdruck Leipzig mit stilisiertem Brustbild und dem Text (Revers): "Marcus Brandis druckte 1481 das erste Buch in Leipzig".[5]